# Servizio statistico federale (Russia)
Il Servizio statistico federale (in russo Федеральная служба государственной статистики?, Federal'naja služba gosudarstvennoj statistiki), spesso abbreviato in Rosstat (in russo Росстат?), è l'istituto nazionale di statistica della Russia, responsabile dei censimenti di carattere demografico, economico, sociale, commerciale e industriale del paese.
Dal 2017 opera sotto l'egida del Ministero dello sviluppo economico.